# 砸烂公检法
砸烂公检法，是指文化大革命期间，中央文革小组对于中国公安机关、检察院、法院的政治攻击口号，获得毛泽东的支持。1967年8月7日，时任国务院副总理、公安部部长谢富治发表讲话，明确提出“砸烂公检法”，大批公检法部门的工作人员遭到迫害。据不完全统计，全国公安机关干部遭迫害者达3.4万余人（一说34万余人），被逼死打死的1,200余人、被致伤残的3,600余人，徐子荣、杨奇清、汪金祥、凌云、严佑民等多名公安部副部长被迫害入狱，其中徐子荣死于秦城监狱。

## 背景
1966年5月，毛泽东等人发动了文化大革命。1966年8月24日，时任中央政法小组领导人、国务院副总理、公安部部长谢富治在三省一市座谈会上说：“过去公安机关，罗瑞卿统治了八九年，徐子荣也统治了一个时期，他们搞反党宗派集团。彭真管政法多年，他和冯基平、徐子荣、狄飞都是死党，他们搞地下活动，告黑状，想把某些人整倒。” 同年10月26日，最高人民法院开始受到冲击，档案库被砸开。

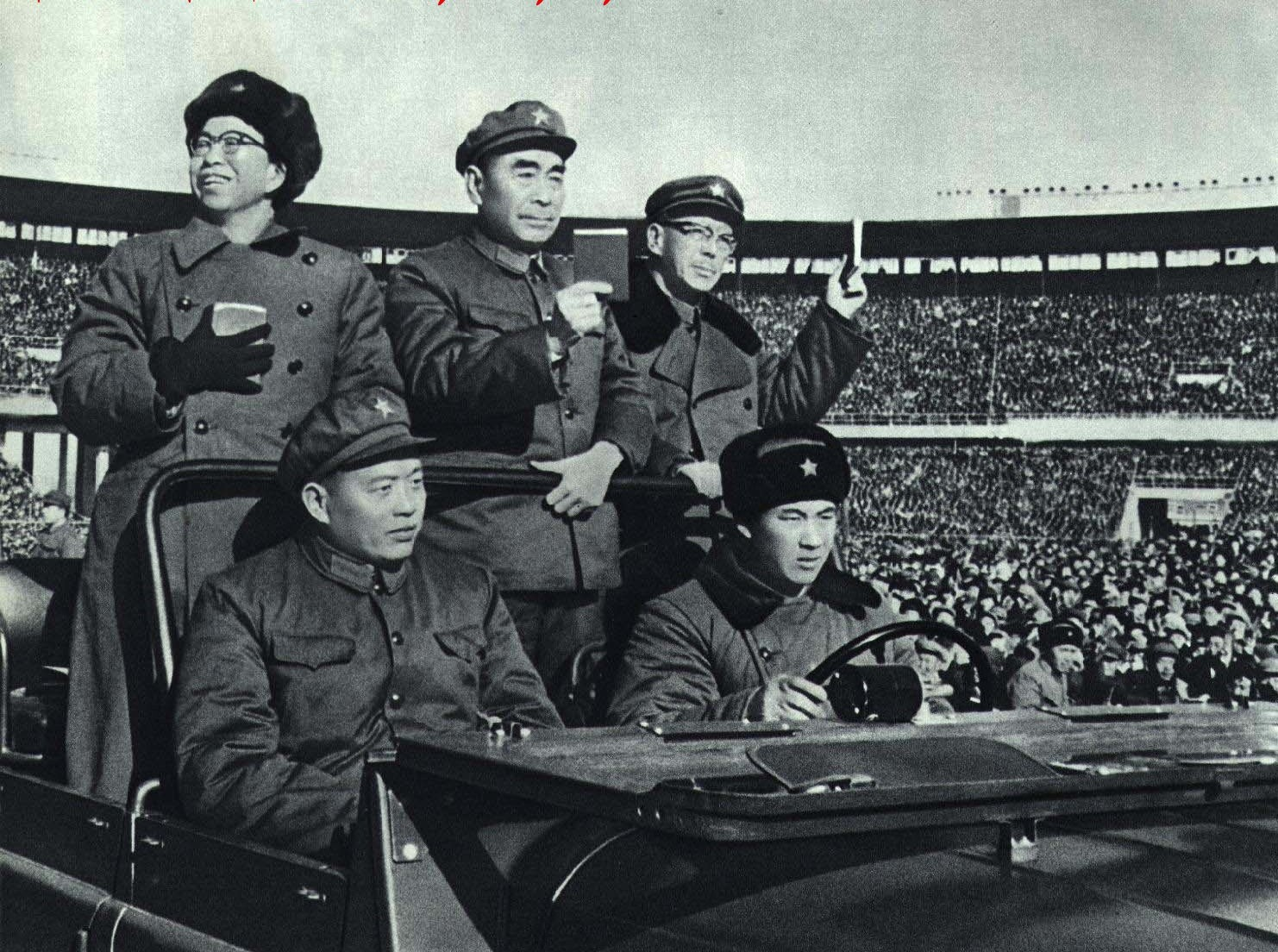
1966年12月，江青、周恩来、康生接见红卫兵。

1966年12月18日，江青在接见红卫兵时的讲话直接针对公检法机关，说道：
北京市西城区公安分局问题严重，已经调五六百名干部去改组它。北京市公安局也肯定有问题，你们可以去造反。公安部、检察院、最高人民法院都是从资本主义国家搬来的，建立在党政之上，监察竟然监察到我们头上了，整理我们的材料，这都是些官僚机构，他们这几年一直是跟毛主席相对抗，我建议公安部门除了交通警、消防警以外，其他的全部由军队接管。
此后，最高人民检察院受到冲击，并且迅速蔓延到全国各级检察机关。同年12月31日，谢富治指使“政法公社”（北京政法学院红卫兵组织）接管北京市公安局西城分局。这一行为受到周恩来的严厉斥责。但谢富治并不接受周恩來的批评，公开对抗关于公安政法机关的权不能夺的指示，支持“造反派”在公安部、最高人民检察院、最高人民法院搞层层夺权。1966年年底，张春桥、谢富治等人经过策划，出台了《中共中央、国务院关于在无产阶级文化大革命中加强公安工作的若干决定》（简称《公安六条》）。
1967年1月25日，谢富治在人民大会堂接见最高人民法院革命造反联合总部10位代表时说：“你们夺权了，接管了最高法院的一切权力，我祝贺你们。你们从资产阶级老爷们手里把权夺过来，做得完全对。”1月31日，《人民日报》刊登文章《“无法无天”赞》，其中提到“‘无’资产阶级之‘法’，‘无’资本主义之‘天’，正是一切无产阶级革命派的革命目标。我们就是要象孙大圣大闹天宫那样，大破你们的‘法’，大翻你们的‘天’，大造你们的反，大夺你们的权。” 2月7日，谢富治在公安部全体工作人员大会上的讲话中说：“从‘文化大革命’开始，一直到‘一月风暴’，大多数‘公检法’机关都是死保当地走资本主义道路的当权派，镇压革命群众，说明毛主席的思想在我们公安政法系统没有占到统治地位，要从‘政治、思想、理论、组织上彻底砸烂’。”2月，公安部除了谢富治、李震等外，所有的副部长、正副局长、大部分处长、一部分科长都被夺了权。

## 经过
1967年7月28日，谢富治在中央政法口群众组织代表会上说：“公检法要实现革命大联合，把刘、邓、彭、罗那一套砸个稀巴烂，粉碎越彻底越好。” 8月7日，谢富治在公安部全体人员大会上（“斗争罗瑞卿大会”），公开提出“砸烂公检法”，说道：
砸烂公、检、法，毛主席当我的面讲过没有十次也有八次。... [现在]还没有发现哪一个地方的公、检、法是支持无产阶级革命派的。... 作为一个组织来讲，大城市的公安机关，县公安局的八成以上，都是支持保守派的。这是因为17年来毛主席的思想在公安系统没有占到统治地位。... 不把原来那一套政治、思想、理论、组织方面的坏东西彻底砸烂，就永远跟不上毛主席思想。
谢富治授意将材料印发全国。12月，中共中央决定对公安机关、检察院、法院实行“军管”，从此，公安机关军管会行使国家的检察权、审判权。
1968年2月17日，谢富治接见最高人民检察院军代表时，称：“过去，专政机关长期被彭真、罗瑞卿把持，他们就是反对毛泽东思想，不执行毛主席的革命路线，检察机关也不例外。” 1968年12月，最高人民法院军代表、最高人民检察院军代表、内务部军代表和公安部领导小组联合提出了《关于撤销高检院、内务部、内务办三个单位，公安部、高法院留下少数人的请示报告》。其中提出：“高检完全是抄苏修的，群众早就说该取消了。”随后，这个报告获得了毛泽东的批准。该文件下达后，最高人民检察院、军事检察院和地方各级人民检察院相继被撤销。在“砸烂公检法”后，专政矛头指向广大干部和人民群众，乱捕乱押，制造了大量的冤假错案。

## 结果
据统计，中国大陆各地（除西藏外）共有34,481名公安人员遭到打击迫害（一说34万余人），其中被拘捕判刑的有1,329人，戴反坏分子帽子的有3,652人，受到劳动教养、开除的有781人，有1,257人被逼死、打死，3,624人被打伤、致残。
- 仅北京市六个区县的统计，基层治安保卫委员会的委员和积极分子被批斗、抄家、遣送原籍或关押审查的，就有568人，其中被迫害致死、致残的有38人[6]。

## 后续
文化大革命结束后，1977年12月1日至1978年1月15日，公安部在北京召开了第17次全国公安会议，共有680多人参加，包括40多名刚刚从监狱释放出来不久的公安机关领导干部。会议的议题是揭批林彪、“四人帮”在文化大革命期间砸烂公安机关、否定公安工作、残酷迫害公安干警的罪行，中共中央副主席汪东兴、政治局委员纪登奎具体领导这次会议。
1979年1月25日，原公安部副部长徐子荣以及廖鲁言、胡锡奎、刘锡五、王其梅等其他领导干部的平反昭雪追悼会在全国政协礼堂举行，李先念主持追悼会，胡耀邦致悼词，邓小平等人送了花圈。